# Седефче
Седефче (болг. Седефче) — село в Болгарии. Находится в Кырджалийской области, входит в общину Момчилград. Население составляет 249 человек.

## Политическая ситуация
В местном кметстве Седефче, в состав которого входит Седефче, должность кмета (старосты) исполняет Мехмед Селим Хаджыселим (Движение за права и свободы (ДПС)) по результатам выборов правления кметства.
Кмет (мэр) общины Момчилград — Ердинч Исмаил Хайрула (Движение за права и свободы (ДПС)) по результатам выборов в правление общины.